# Bentu, Buzău
Bentu este un sat în comuna Gălbinași din județul Buzău, Muntenia, România. Fișier:Actual Buzau county CoA.
| tip_subdiviziune2 = Comună
| nume_subdiviziune2 = Gălbinași
| suprafață_totală_km2 = 
| altitudine = 64
| latd = 45 
| latm = 4 
| lats = 2
| latNS = N
| longd = 26 
| longm = 58 
| longs = 27
| longEV = E
| recensământ = 2002
| populație = 918
| populație_note_subsol = 
| tip_cod_poștal = Cod poștal
| codpoștal = 127241
| prefix_telefonic = +40 x38 
| Site: Pagina despre Satul Bentu
| fus_orar = EET
| utc_offset = +2
| fus_orar_DST = EEST
| utc_offset_DST = +3
}}
Bentu este un sat în comuna Gălbinași, județul Buzău, Muntenia, România.

## Istoric
Între 1931 și 1968 satul Bentu a fost reședința comunei Bentu, din care mai făcea parte și satul Poșta. Comuna a făcut parte din 1950 din raionul Buzău al regiunii Buzău și apoi (după 1952) al regiunii Ploiești; ea fost desființată în 1968 satul Bentu revenind la comuna Gălbinași, iar satul Poșta la comuna Cilibia, ambele revenite la județul Buzău.